# Moviendo caderas
"Moviendo Caderas" es una canción del artista puertorriqueño de reguetón Yandel con Daddy Yankee, de su segundo álbum de estudio, De Líder a Leyenda (2013). Fue compuesta por Yandel, con la ayuda de Ramón L. Ayala (Daddy Yankee), Victor Delgado, Eliezer Palacios, Gabriel Rodríguez, Francisco Saldaña, Geancarlos Rivera Tapia y Jonathan Rivera Tapia, fue producida por Luny Tunes, Jonathan Rivera Tapia y Predikador .  Se anunció a través de su Twitter que la canción sería lanzada como el tercer sencillo del álbum el 10 de febrero de 2014.  El video musical que acompaña a la canción fue dirigido por Carlos Pérez y filmado en Puerto Rico. El vídeo se estrenó en Vevo el 21 de febrero de 2014. También es seleccionado para el Thursday Night Football de Univision.

## Recepción crítica
Lety Zárate de Monitor Latino le dio una reseña positiva a la canción y dijo que: " Hablé de Ti " y " Hasta Abajo " fueron las dos primeras letras que Yandel reprodujo en la radio hispana de Estados Unidos y Puerto Rico obteniendo gratos e inesperados resultados. Sin embargo tendría que llegar una tercera propuesta para superar lo anterior y lo hace acompañado de la voz y el talento de Daddy Yankee, quien impresiona con un sabor contagioso a "Moviendo Caderas" – "Moviendo Caderas" es una clara invitación al relax, a la fiesta. eso siempre ha caracterizado a Yandel en su paso por el mercado musical."

## Listas

### Listas semanales
| Lista (2014)                       | Mejor posición |
| ---------------------------------- | -------------- |
| Colombia (National-Report)         | 5              |
| Mexican Pop Airplay (Billboard)    | 15             |
| México (Billboard Mexican Airplay) | 37             |
| España (Top 100 Canciones)         | 27             |
| Estados Unidos (Hot Latin Songs)   | 10             |
| Estados Unidos (Latin Airplay)     | 5              |
| Estados Unidos (Latin Pop Airplay) | 4              |
| Estados Unidos (Tropical Airplay)  | 21             |